# Cadillac Eldorado

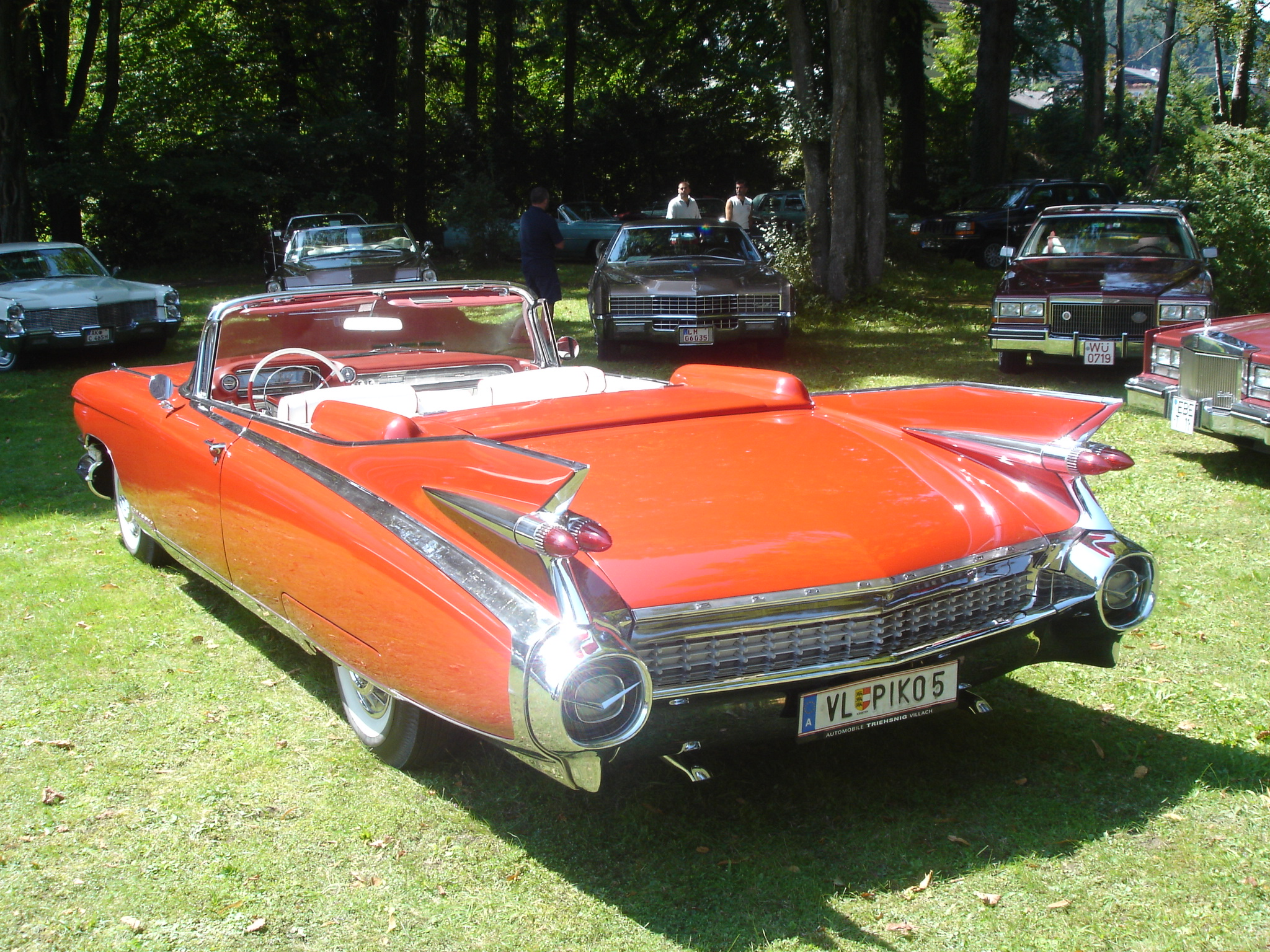
Cadillac Eldorado 1959

Cadillac Eldorado, bilmodell tillverkad av Cadillac åren 1953-2003. Bilmodellen har tillverkats i elva generationer och alltid tillhört Cadillacs dyraste modeller. Särskilt välkänd är den fjärde generationen av bilen som tillverkades 1959-1960. Modellen markerade fenornas höjdpunkt som karossdetalj på bilar.
Eldoradon presenterades 1953 och blev tidigt norm för den amerikanska lyxbilen. Det första året tillverkades Eldoradon i blott 532 exemplar, samtliga i cabrioletutförande. Dessa bilar är i dag enormt eftertraktde bland bilsamlare, och betingar numera ett värde på flera miljoner kronor.
Eldoradon var från början egentligen en förbättrad version av modellen De Ville med mycket fler kromdetaljer
samt en mycket mer detaljerad inredning som även var färganpassad.
Åren 1957-1960 såldes ett specialutförande av Eldorado i begränsad upplaga kallad Cadillac Eldorado Brougham.

## Galleri

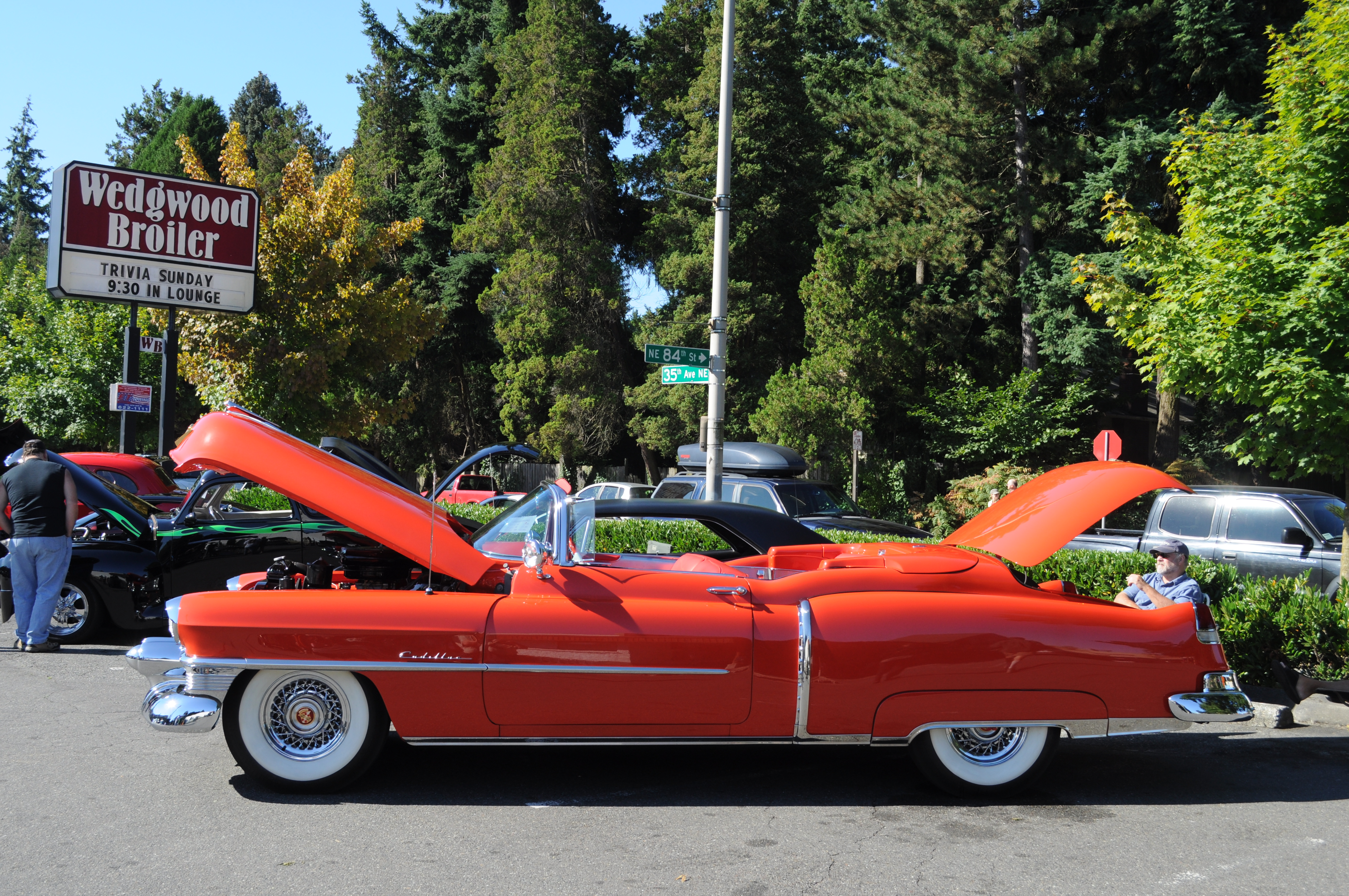
Första generationen, 1953.
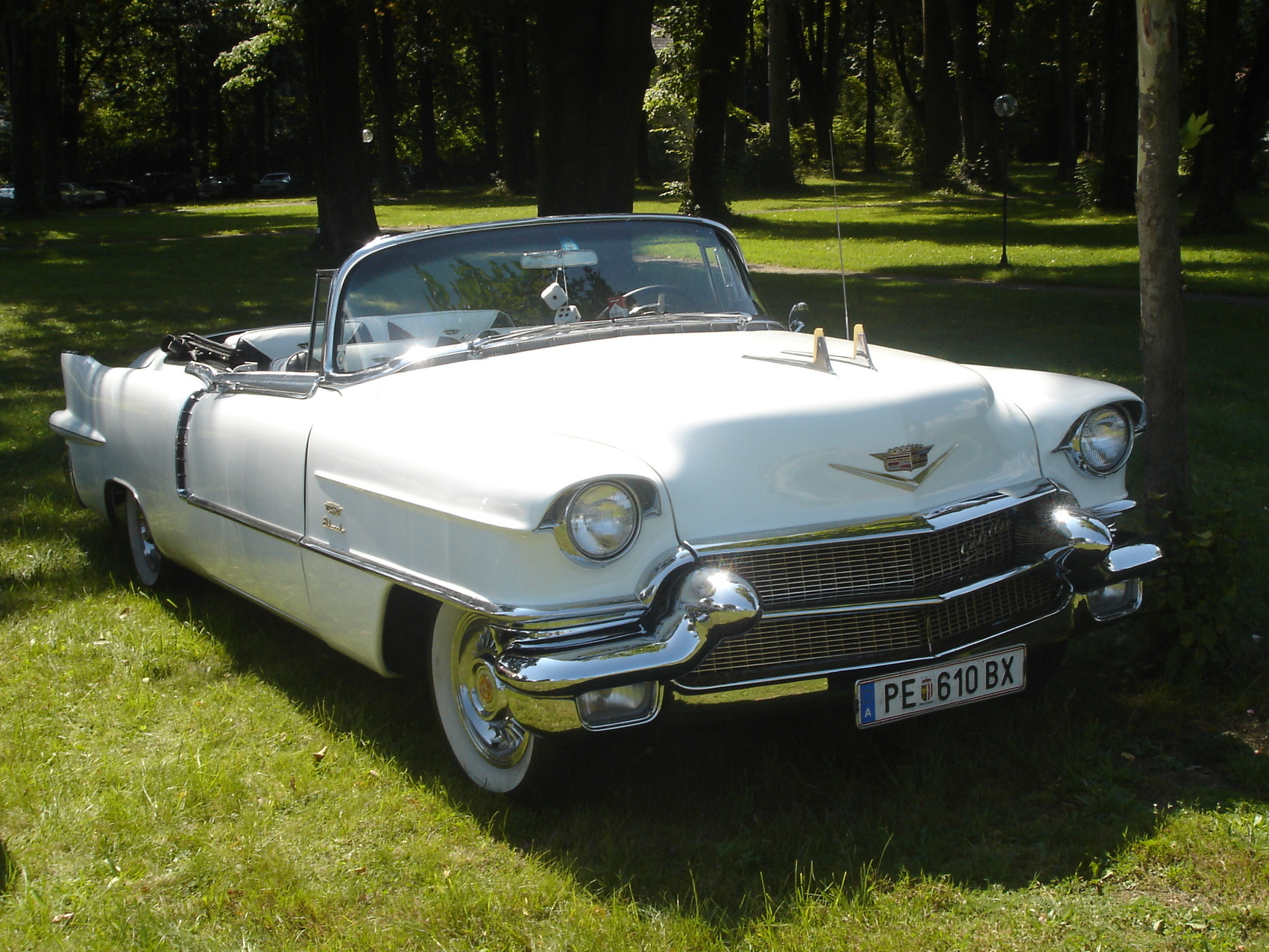
Andra generationen, "Biarritz" 1956.
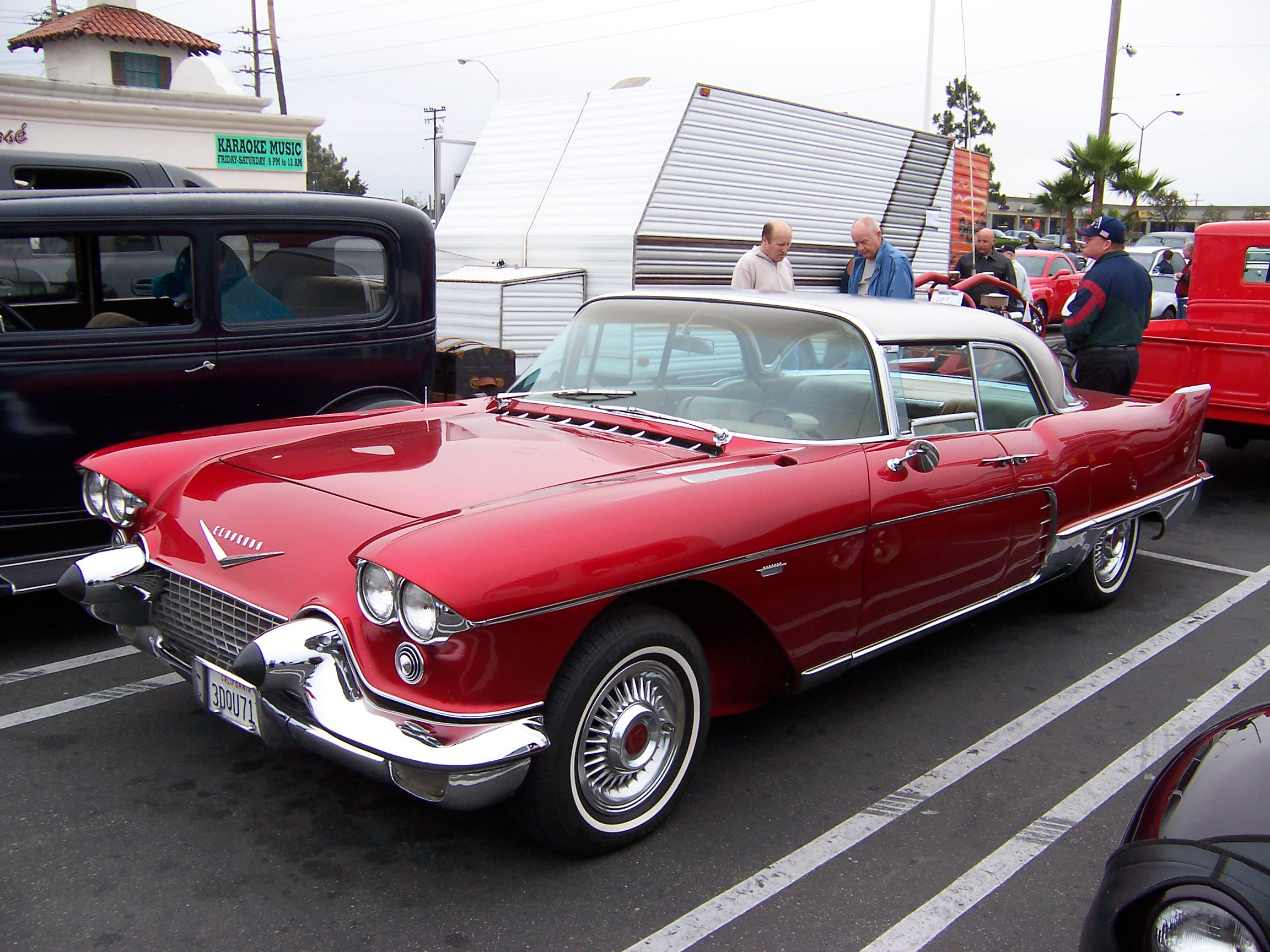
Tredje generationen, "Brougham" 1957.
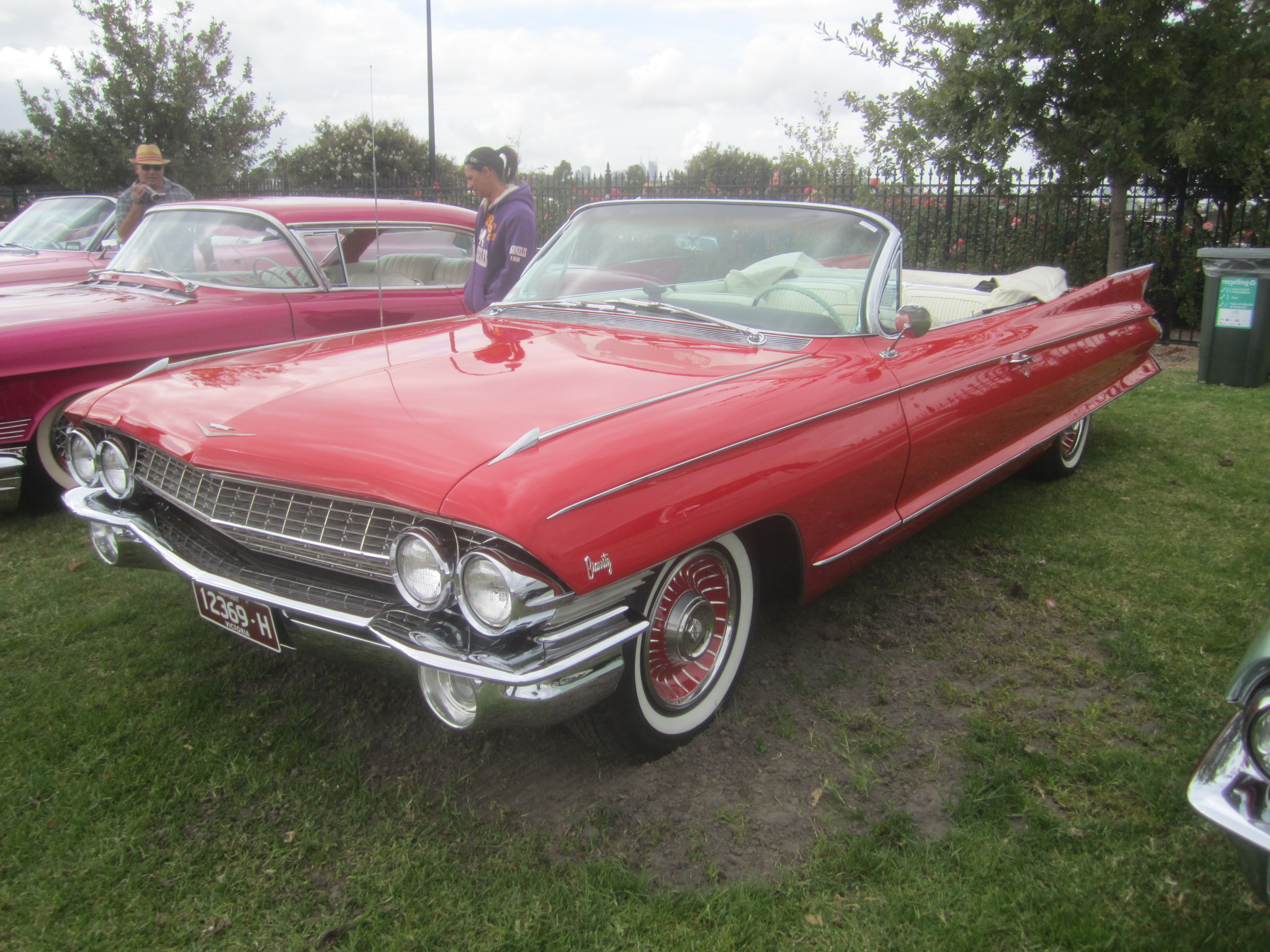
Femte generationen "Biarritz" 1961.
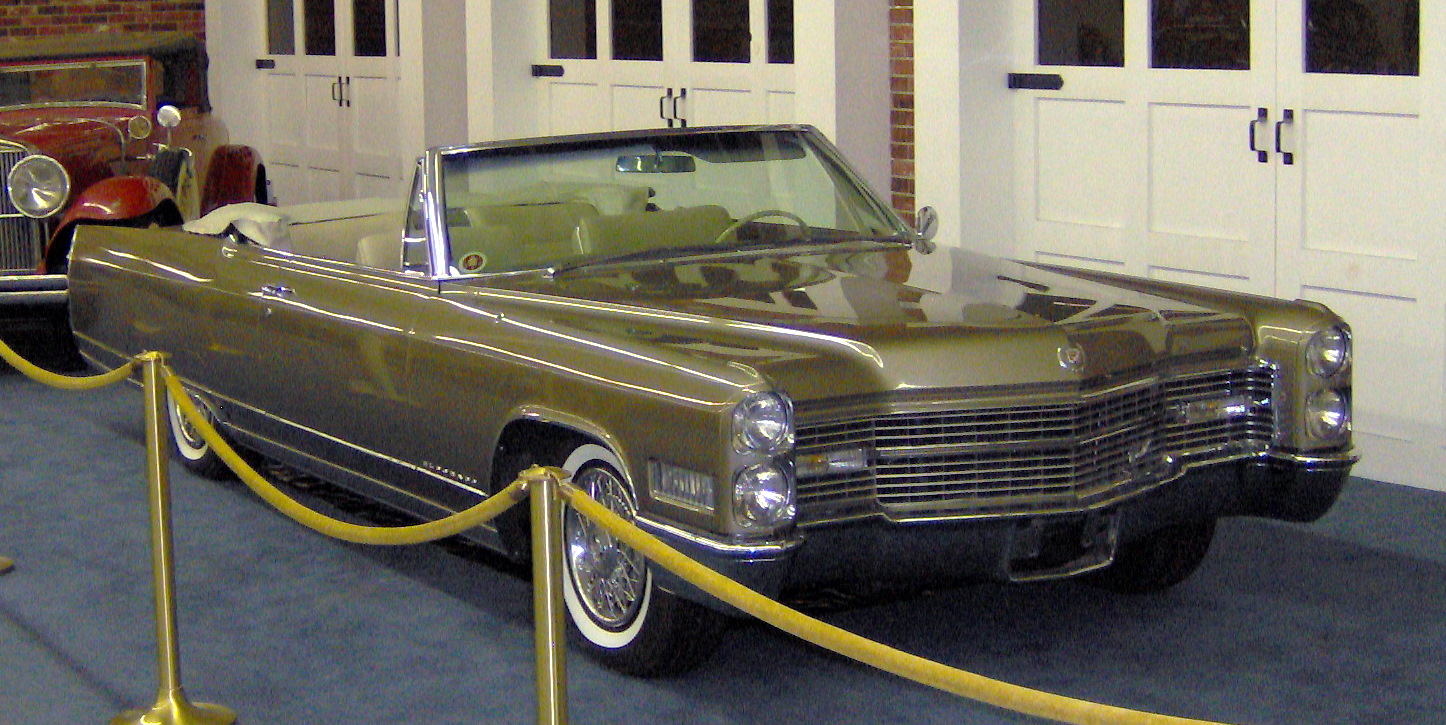
Sjätte generationen, 1966.
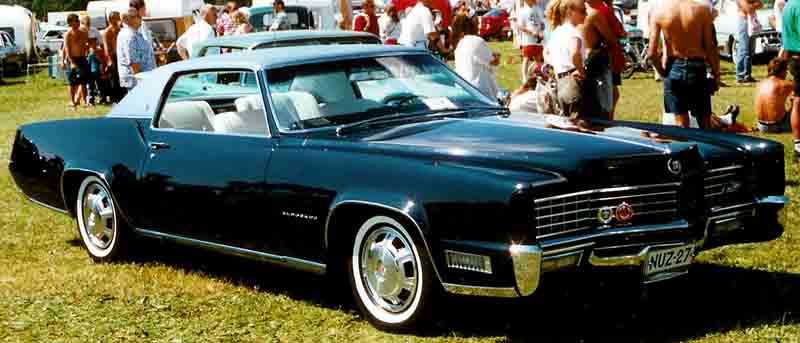
Sjunde generationen.
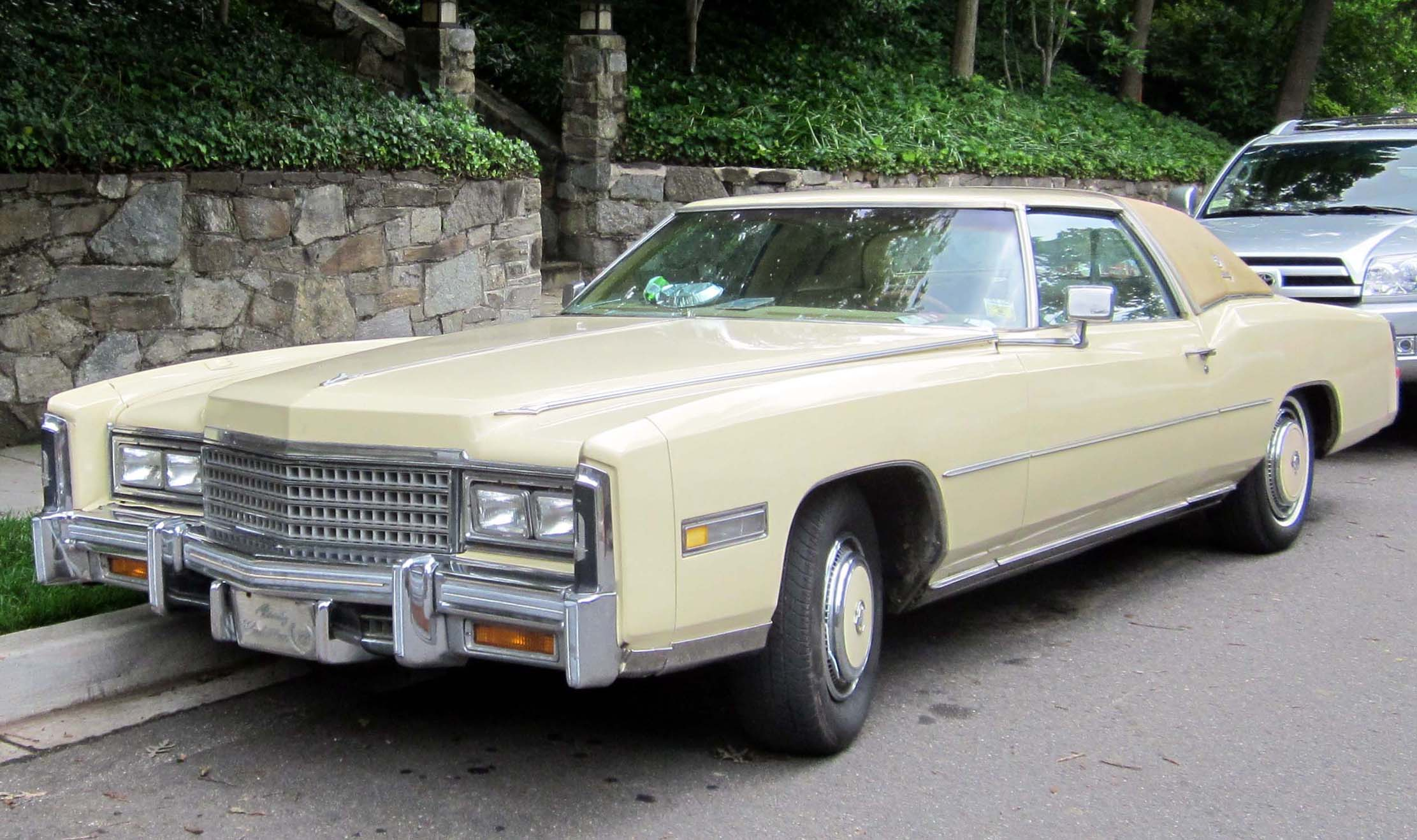
Åttonde generationen, 1977.
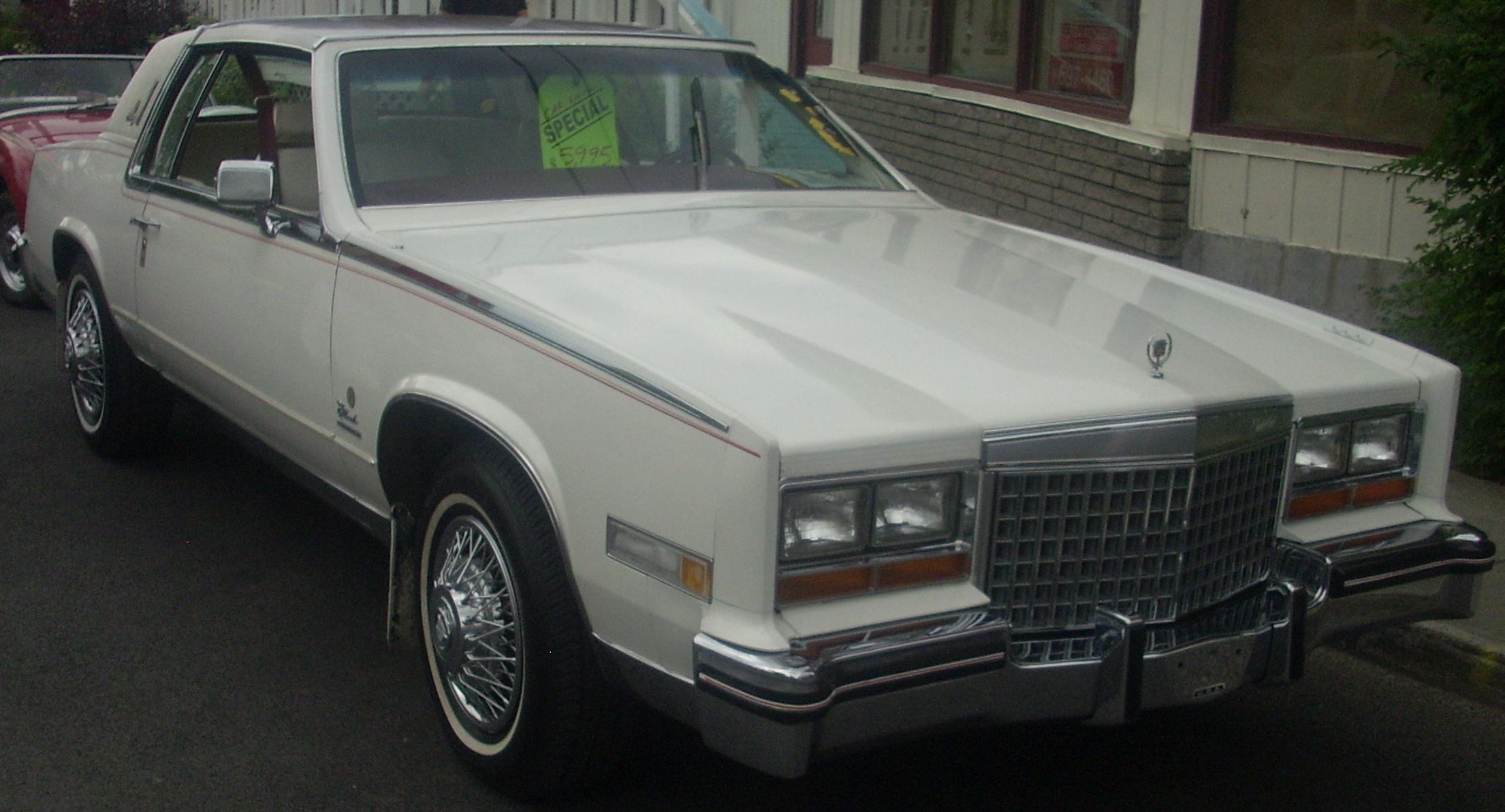
Nionde generationen, 1980.
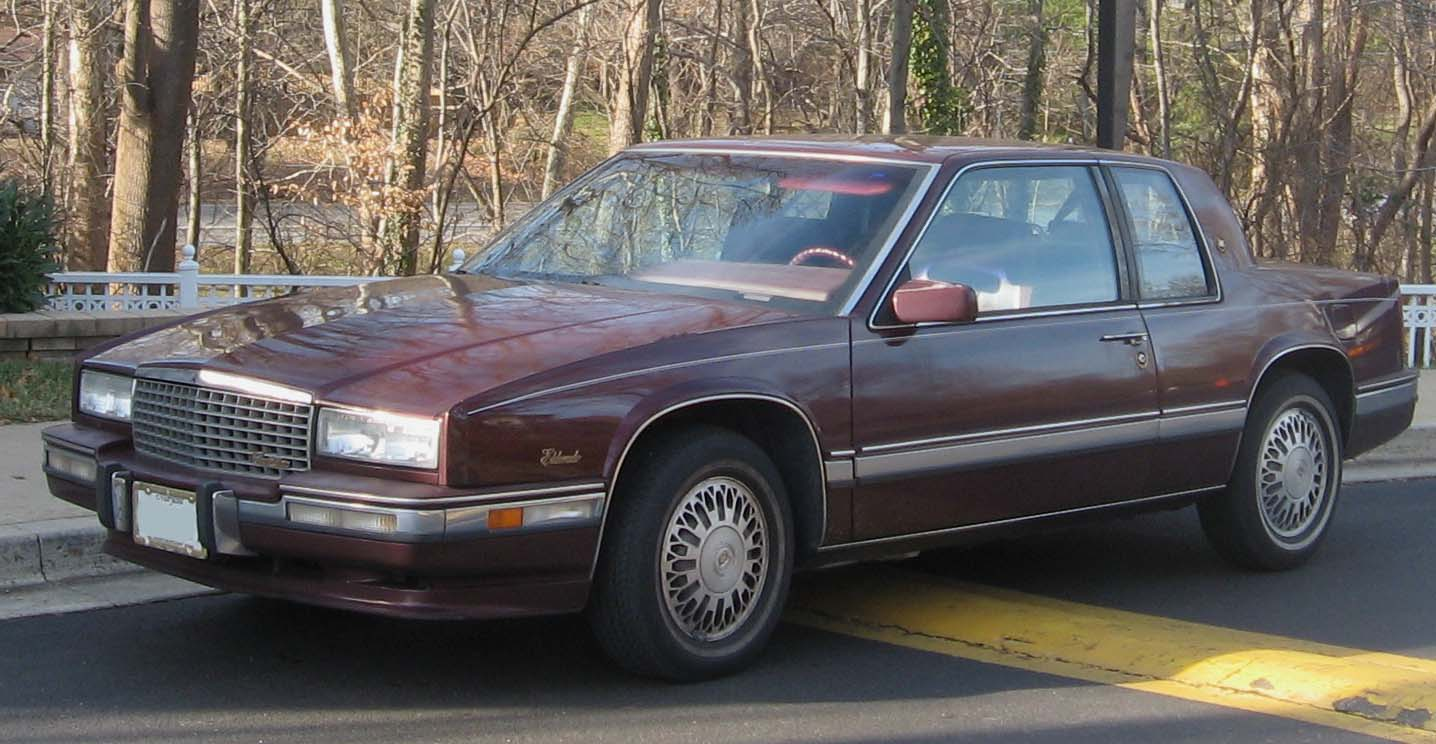
Tionde generationen, 1986-1991.
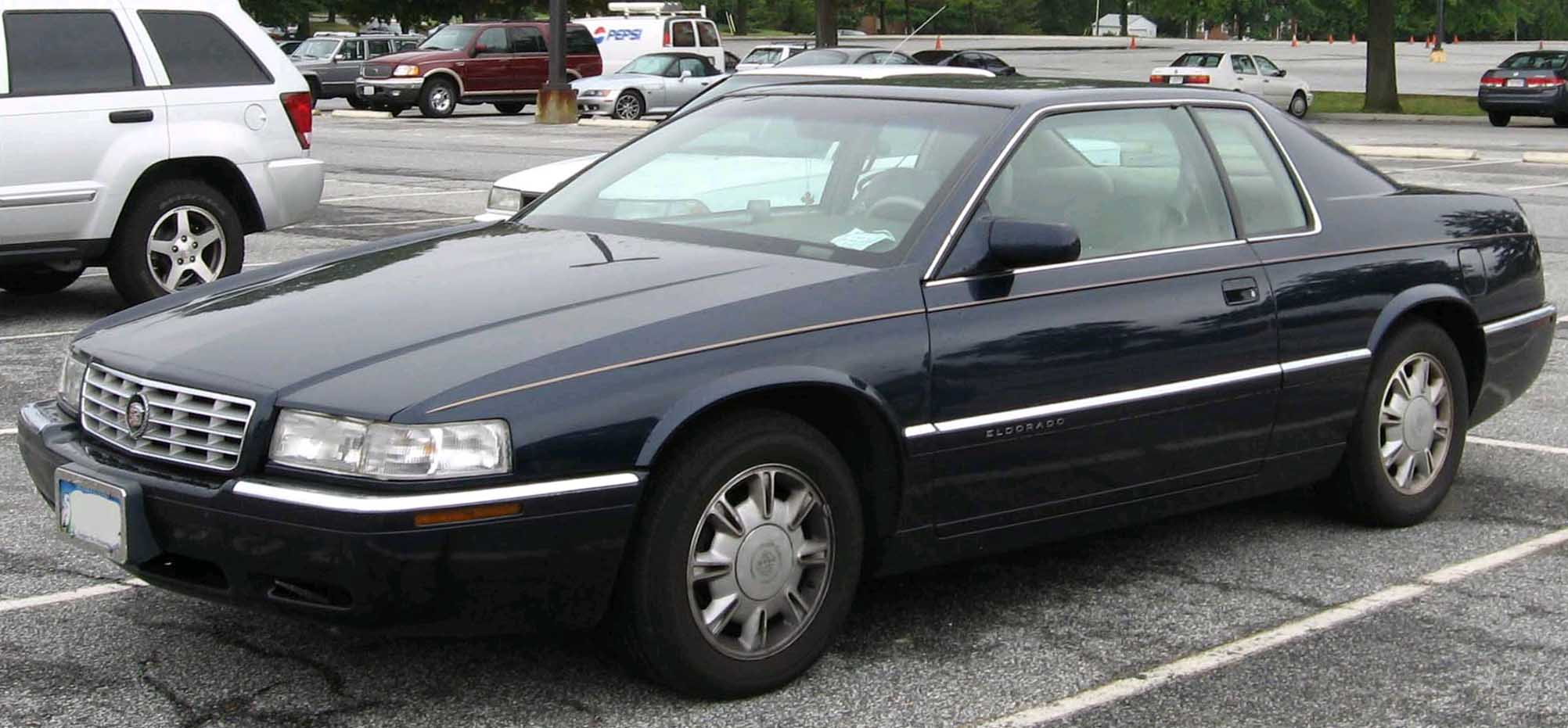
Elfte generationen.